# المسعودي
أَبُو الحَسَنِ عَلِيُّ بْنُ الحُسَيْنِ بْنِ عَلِيٍّ المَسْعُودِيُّ الهُذَلِيُّ (~283 هـ - 346 هـ / ~896 م - 957 م) عالم ومؤرخ وجغرافي ورحالة ورائد نظرية الانحراف الوراثي،[بحاجة لمصدر] يشار إليه أحيانا باسم «هيرودوت العرب». وهو مؤلف متعدد المواهب وغزير الإنتاج لأكثر من عشرين عملا في التاريخ والجغرافيا والعلوم الطبيعية والفلسفة.[ركيك] كان من أوائل الذين جمعوا تخصصات التاريخ والجغرافيا العلمية في عمل واحد بعيد المدى في أعظم أعماله الشهيرة مروج الذهب ومعادن الجوهر، يجمع بين التاريخ العالمي والجغرافيا العلمية والتعليقات الاجتماعية والسيرة الذاتية.[مبهم][بحاجة لمصدر] وهو من العلماء الذين تأثر بأسلوبه العديد من المؤرخين مثل ابن خلدون وغيره.

## نسبه
هو العالم الرحالة علي بن الحسين بن علي بن عبد الله بن زيد بن عتبة بن عبد الله بن مسعود بن غافل بن حبيب بن شمخ بن فار بن مخزوم بن صاهلة بن كاهل بن الحارث بن تميم بن سعد بن هذيل بن مدركة بن إلياس بن مضر بن نزار بن معد بن عدنان.[بحاجة لمصدر]
وكنيته أبو الحسن، ولقبه قطب الدين، وهو حجازي الأصل من ذرية عبد الله بن مسعود. وقد ورد ذلك في كتابه مروج الذهب والتنبيه والاشراف يذكر به أهمية العراق وبغداد كونها مسقط رأسه بينما ورد في الفهرس لابن النديم أنه من أهالي المغرب.[ركيك] ولد ببغداد وتعلم بها، وكان كثير الأسفار وقد زار بلاد فارس والهند وسيلان وأصقاع بحر قزوين والسودان وجنوب شبه الجزيرة العربية وبلاد الشام والروم، وانتهى به المطاف إلى فسطاط مصر.

## أثره في اكتشاف القارة الامريكية
لعب علي بن الحسين المسعودي دورا هاما في تاريخ اكتشاف أمريكا فهو احد العلماء الذين دونوا واهتموا بنقل اول اكتشاف إسلامي للقارة الامريكية[محل شك] من خلال تدوين رحلاتها التي بدأت في الاندلس في كتابة الشهير مروج الذهب، فقال: «وان منهم رجلا من أهل الأندلس يقال له خشخاش، وكان من فتيان قرطبة وأحداثها، فجمع جماعة من أحداثها، وركب بهم في مراكب استعدها في هذا البحر المحيط، فغاب فيه مدة ثم انثنى بغنائم واسعة، وخبره مشهور عند أهل الأندلس.»

خرائط المسعودي وتظهر القارة الأمريكية باسم الأرض المجهولة

وكان له دور في رسم الخرائط التي ادرج فيها قارة أمريكا باسم (الأرض المجهولة)، وهو ما يجعله أول من رسم خريطة للعالم تدرج فيها القارة الأمريكية في التاريخ.[محل شك] وكانت خرائط المسعودي منتشرة بشكل واسع في بلاد الأندلس، وقد استفاد منها الرحالة الإسباني كريستوفر كولومبوس في رحلته الشهيرة لاكتشاف أمريكا.[محل شك] فقد ذكر المؤرخون أن كولومبوس كان يملك نسخًا من خرائط المسعودي، واعتمد عليها بشكل كبير في مسار رحلته وكانت سببا رئيسيا في اكتشافها.[محل شك]

## إنجازاته العلمية
وصف المسعودي الزلزال في كتابه: «مروج الذهب» ووصف فيه البحر الميت، وطواحين الريح الأولي وربما كانت هذه الطواحين من مبتكرات الشعوب الإسلامية وقد عد العالِـم كرامز[من؟] ما كتبه المسعودي في كتابه هذا، عن الكائنات الحية أصلًا لنظرية التطور.[محل شك] أشار المسعودي في هذا الكتاب إلى الانحراف الوراثي في الحمضيات، أثناء عملية النقل لها من السند إلى مصر، وسجل هذا الانحراف على أصناف من الليمون.[بحاجة لمصدر]
وقد قدم معلومات أنثروبولوجية قيمة عن شعوب المناطق التي زارها فذكر أجناسهم وصفاتهم الجسمية وعاداتهم وتقاليدهم والحرف والمأكل والملبس والمأوى لكل شعب من الشعوب.[بحاجة لمصدر]
أما في كتابه التنبيه والاشراف فقد سبق علماء الغرب بذكره أثر البيئة والمناخ على الإنسان وهو كأغلب الجغرافيين العرب تأثر بفكرة الأقاليم السبعة متأثرًا باليونانين والفرس.[بحاجة لمصدر]

## مؤلفاته
للمسعودي كتب شهيرة أخرى منها:
- «مروج الذهب ومعادن الجواهر»
- «معادن الجوهر في تحف الأشراف»
- «الملوك وأهل الديارات» وهو مختصر لكتاب له مفقود باسم «أخبار زمان» وهو موسوعة علمية جغرافية تاريخية وقد ترجم الكتاب إلى اللغات الفرنسية والإنجليزية والفارسية. ويذكر المتأخرون من الجغرافيين أنهم شاهدوا أخبار الزمان بأكثر من ثلاثين جزءًا ولكنه فقد ولم يعثر إلا على جزء واحد منه وربما يكون هذا الجزء منسوبًا للمسعودي لأن منهجه يختلف عن مشهد المسعودي (كتاب عجائب وغرائب).[مبهم] أو أن المسعودي وزع مادة هذا الكتاب في ثنايا كتبه الأخرى.
- «التنبيه والإشراف» وهو في مواضيع متعددة، فقد تحدث فيه عن الأفلاك وهيئتها والنجوم والعناصر وتركيبها وأقسام الأزمنة وفصول السنة ومنازلها والرياح ومهابها والأرض وشكلها ومعرفة السنين القمرية والشمسية وبعض المواضيع التاريخية وقد ترجم هذا الكتاب إلى اللغة الفرنسية.
- «المسائل والعلل في المذاهب والملل»

له من الكتب العلمية الخالصة كتاب:
- «سر الحياة» في أسرار الطبيعة والحواس والمبادئ والتركيب وهو عن ذخائر العلوم فيما كان في سالف الدهور

وله بعض المؤلفات في التاريخ وعلم الأخلاق والأنساب.

## وفاته

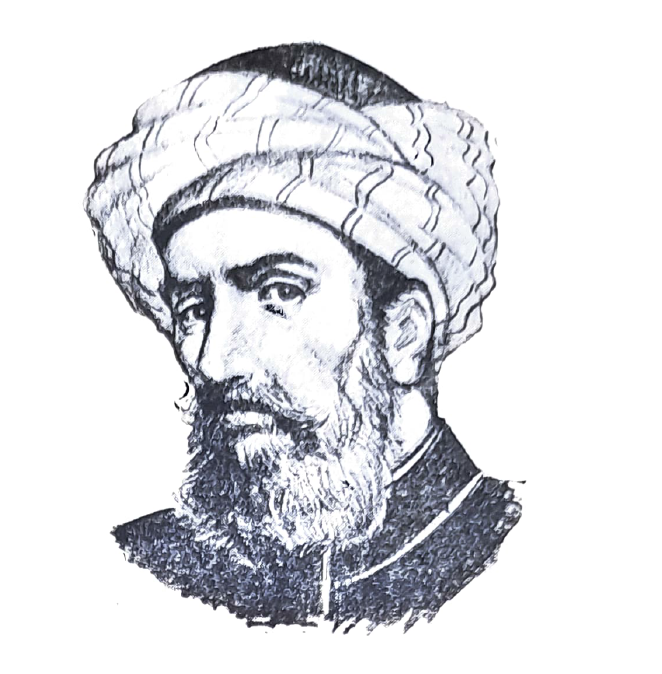
رسمٌ تخيُّلي لِلعلَّامة المُسلم أبو الحسن علي بن الحُسين المسعودي.

توفي بالفسطاط عام 346 هـ ودفن بها.[بحاجة لمصدر]